# Partij voor Duurzame Ontwikkeling

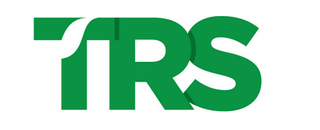
Logo

De Partij voor Duurzame Ontwikkeling van Slovenië (TRS) (Sloveens: Stranka za trajnostni razvoj Slovenije) is een op 1 oktober 2011 opgerichte politieke partij in Slovenië. Partijvoorzitter is Matjaž Hanžek, voormalig nationaal ombudsman. De partij beschouwt zichzelf als parlementaire arm van de gelijknamige Beweging voor Duurzame Ontwikkeling van Slovenië.
Bij de verkiezingen van 2011 behaalde de partij 1,2% van de uitgebrachte geldige stemmen. 